# Бараштиј де Веде (Олт)
Бараштиј де Веде (рум. Bărăștii de Vede) насеље је у Румунији у округу Олт у општини Барашти. Oпштина се налази на надморској висини од 259 m.

## Становништво
Према подацима из 2002. године у насељу је живело 440 становника, од којих су сви румунске националности.